# Pternoconius
Pternoconius és un gènere extint de mamífers litopterns de la família dels macrauquènids que visqueren a Sud-amèrica durant el Miocè inferior, fa entre 17,5 i 21 milions d'anys. Se n'han trobat restes fòssils a la província argentina de Chubut. Juntament amb Coniopternium, es tracta del gènere més primitiu de la subfamília (parafilètica) dels cramauquenins. Les espècies d'aquest grup tenien les dents de tipus braquidont, és a dir, de corones baixes, i més petites que les dents de parents propers com Polymorphis, Cramauchenia i Coniopternium.